# Beto (football, 1975)
Pour les articles homonymes, voir Beto.
Joubert Araújo Martins, dit Beto, né le 7 janvier 1975 à Cuiabá (Brésil), est un footballeur brésilien, qui évolue au poste de milieu offensif à l'Associação Desportiva Confiança et en équipe du Brésil.
Beto a marqué deux buts lors de ses treize sélections avec l'équipe du Brésil entre 1995 et 1999.

## Carrière de joueur
- 1994-1996 : Botafogo
- 1997-1999 : SSC Naples
- 1998 : Grêmio
- 1999 : Flamengo
- 2000 : São Paulo
- 2001 : Flamengo
- 2002 : Fluminense
- 2003 : Consadole Sapporo
- 2003-2004 : Vasco
- 2004-2006 : Sanfrecce Hiroshima
- 2007 : Itumbiara
- 2007 : Brasiliense
- 2007-2008: Vasco
- 2009- : Confiança

## Palmarès

### En équipe nationale
- 13 sélections et 2 buts avec l'équipe du Brésil entre 1995 et 1999.
- Vainqueur du tournoi pré-olympique en 1999.

Copa América
- Vainqueur en 1999
- Finaliste en 1995

### Avec Botafogo
- Vainqueur du Championnat du Brésil de football en 1995.

### Avec Flamengo
- Vainqueur de la Coupe Guanabara en 1999.

### Avec Vasco
- Vainqueur de la Coupe Rio de football en 2004.